# Franklandia fucifolia
Franklandia fucifolia, o arbusto lanolina, es una especie de planta del género Franklandia de la familia Proteaceae, originaria del suroeste de Australia Occidental.
Fue descrita por primera vez por Robert Brown en 1810.

## Descripción
Franklandia fucifolia es un pequeño arbusto, que tiene un patrón resistente al fuego y no tiene cobertura superficial excepto por la fruta. Las hojas son alternas y se dividen en lóbulos erectos teretes con glándulas prominentes. La inflorescencia es un racimo terminal de pocas flores. El perianto es tubular y tiene cuatro lóbulos horizontales. Los estambres se insertan en la parte superior del tubo. El ovario es sésil, con un óvulo. El fruto es una nuez estrecha, rematada con una placa cóncava triangular redondeada (5-6 mm de ancho) y peluda en el exterior.

## Distribución y hábitat
Está muy extendida en el suroeste de Australia Occidental, y se encuentra desde William Bay hasta Israelite Bay, extendiéndose tierra adentro hasta Kojonup y creciendo sobre arena en kwongan y bosques abiertos.